# ピーター・イング (イング男爵)
イング男爵、ピーター・アンソニー・イング（英: Peter Anthony Inge, Baron Inge, KG, GCB, PC, DL、1935年8月5日 - 2022年7月20日）は、イギリスの陸軍軍人、一代貴族、政治家。
1992年から1994年にかけて陸軍参謀総長を務め、ついで1994年から1997年にかけて国防参謀総長を務めた。軍人としての最終階級は陸軍元帥。
1997年に一代貴族イング男爵に叙され、貴族院議員に列する。

## 経歴
1935年8月5日にレイモンド・インゲとその妻グレース（旧姓ドゥ・ローズ）の息子として生まれた。リーキン・カレッジを経て、サンドハースト王立陸軍士官学校で学ぶ。
1956年に陸軍グリーン・ハワーズ（ウェールズ大公女アレクサンドラ所有ヨークシャー連隊）に入隊した。1958年7月27日に中尉に昇進。グリーン・ハワーズ連隊第一大隊に所属し、1958年から1959年にかけては大隊とともに英領香港に駐留した。ついで1959年から1960年にかけては大隊とともに西ドイツ駐留のイギリス陸軍ライン軍団で勤務。
1960年には第4歩兵師団司令官付副官に就任。1962年7月26日に大尉に昇進し、グリーン・ハワーズ連隊第一大隊付副官となる。リビアで任務に就いた後、1965年にキャンバリーの参謀大学で学ぶ。1967年1月に国防省陸軍参謀部に勤務。1967年12月31日、少佐（major）に昇進。
1969年に大隊に復帰し、1970年6月から8月にかけては北アイルランドで任務についていた。1971年8月から1972年10月まで第11装甲旅団に旅団参謀少佐として勤務。1972年12月31日に中佐（Lieutenant colonel）に昇進。1972年10月から1974年12月にかけてキャンバリーの参謀大学の教官を務める。
1974年12月から1977年2月にかけてはグリーン・ハワーズ連隊第一大隊の司令官(Commanding officer)を務め、北アイルランドやドイツ・ベルリンなどで任務にあたった。1976年12月31日には大佐に昇進。 
1977年2月から1979年12月にかけて参謀大学の準師団（Staff College’s Junior Division）の司令官となる。1979年12月からライン軍団のタスク・フォースC（後の第4装甲旅団）の司令官となり、1979年12月31日に准将に昇進した。1982年2月からドイツ駐留のまま第1軍団の参謀長に就任。
ついで1983年12月からヨークの第2歩兵師団総司令官(GOC)を務めた。1984年4月16日に少将（major-general）に昇進。
1986年2月から1987年5月にかけては国防省陸軍兵站総監（Director General, Logistics Policy (Army)）を務める。
1987年8月8日、中将（lieutenant general）に昇進するとともに第1軍団の総司令官に就任。ついで1989年11月から北大西洋条約機構(NATO)軍の北部陸軍集団司令官とイギリス陸軍ライン軍団最高司令官(C-in-C)に就任した。1990年9月3日に大将(general)に昇進。
1992年2月にイギリスへ帰国し、陸軍参謀総長に就任した。1994年3月15日に国防参謀総長に就任するとともに陸軍元帥に昇進した。1997年4月まで務めた。
1997年7月21日、一代貴族爵位「カウンティ・オブ・ノース・ヨークシャーにおけるリッチモンドのイング男爵（Baron Inge, of Richmond in the County of North Yorkshire）」に叙され、貴族院議員に列した。貴族院内における党派は中立派である。
2001年4月23日、女王エリザベス2世よりガーター騎士団（ガーター勲章）ナイト（KG）に叙される。

## 栄典

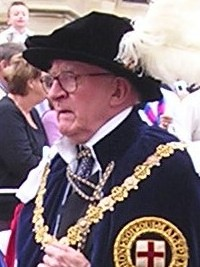
2006年6月19日のガーターセレモニーの際のガーター騎士団員イング卿元帥

### 爵位
- 1997年7月21日：イング男爵（連合王国一代貴族爵位）[1]

### 勲章
- 1988年の新年叙勲（英語版）：バス勲章ナイト・コマンダー(KCB)[17]
- 1992年の女王誕生日叙勲（英語版）：バス勲章ナイト・グランド・クロス(GCB)[18]
- 2001年4月23日：ガーター勲章勲章士（KG）[16]

### 名誉職その他
- 1982年7月-1994年12月：グリーン・ハワーズ連隊名誉司令官(colonel)[19]
- 1988年9月-1997年4月：王立陸軍肉体訓練軍団（英語版）名誉司令官(colonel commander)[19]
- 1994年：ノース・ヨークシャー副統監(DL)[1]
- 1996年-2001年：ロンドン塔管理長官（英語版）[1]